# Mache
Mache (símbolo ME, do alemão Mache-Einheit, plural Maches) é uma antiga unidade de medida de radioatividade volumétrica utilizada na indicação da concentração de rádon nas águas de nascentes e no ar. Deixou de ser utilizada em 1985, quando foi substituída por Becquerel (símbolo Bq) por litro. O nome da unidade é uma homenagem ao físico austríaco Heinrich Mache.
1 ME = 3,64 Eman = 3,64×10-10 Ci/l = 13,4545 Bq/l.

## Uso para água mineral
As águas minerais comercializadas engarrafadas no Brasil e suas fontes podem ser classificadas como radioativas ou toriativas, dependendo de propriedades medidas em Mache.
Toda água possui uma emissão espontânea de gás. Fontes que emitem mais do que 1 litro de gás por minuto podem entrar nessa classificação.
Se houver radônio neste gás, ela será considerada fracamente radioativa caso haja entre 5 e 10 unidades Mache por litro de gás, radioativa caso haja entre 10 e 50 unidades Mache, e fortemente radioativa se houver mais de 50 unidades Mache.
De maneira semelhante, será classificada como toriativa se possuir no mínimo torônio equivalente em unidades eletrostática a 2 unidades Mache por litro de gás espontâneo.
1. ↑  Adriana Jeber; André Luiz Profeta. «Águas Minerais». Recursos Minerais de Minas Gerais. CODEMGE
2. 1 2  «DECRETO-LEI Nº 7.841 DE 8 DE AGOSTO DE 1945»